# Hs 121 (航空機)
ヘンシェル Hs 121
Hs 121 V1（模型）
- 用途：高等練習機
- 製造者：ヘンシェル
- 運用者：ドイツ空軍
- 初飛行：1934 年 1 月 4 日
- 生産数：1 機
- 運用状況：試作のみ

ヘンシェル Hs 121は1930年代のドイツで試作された単発・単座・高翼単葉の戦闘機兼高等練習機である。

## 概要
ヘンシェル社は元は機関車や自動車を製造する機械・車輌メーカーであった。1930年代初めにそれらに加え新たに航空機部門に進出することを試み、1933年にカッセルにヘンシェル航空機製作所が設立された。
1933年、ベルサイユ条約により軍用機開発を禁止されていたドイツは航空運輸委員会を設立し、民間機に偽装した軍用機の開発を計画した。拠点防空と高等練習機を兼用できる軽量単座戦闘機として、アラド・フォッケウルフ・ハインケル・ヘンシェルの4社に仕様が提示され、ヘンシェル社が開発したのが本機である。Hs 121はヘンシェル社が最初に製造した航空機であった。
ポーランドのPZL戦闘機を参考に、楕円形のガル翼を胴体上部に高翼式に搭載しており、フレームと外板には金属が使用されている。
設計開始から6か月後の1934年1月4日、試作初号機のHs 121aが初飛行した。しかし、試験飛行の結果、飛行安定性が悪く操縦への反応も鈍いことが分かり、開発は中止された。
製作中だった試作2号機のHs 121bは再設計が行われ、低翼機化したHs 125として完成している。

## 性能諸元
- 全長： 7.30 m[1]
- 翼幅： 10.00 m[1]
- 全高： 2.30 m[1]
- 翼面積： 14.00 m2
- 自重： 710 kg[1]
- 全備重量： 960 kg[1]
- エンジン： アルグス As 10C 空冷倒立V型8気筒エンジン 240 hp ×1[1]
- 最高速度： 277 km/h（海面上）[1]
- 巡航速度： 250 km/h
- 航続距離： 496 km[1]
- 実用上昇高度： 6,500 m[1]
- 武装：7.92mm機関銃 ×1[1]
- 乗員： 1 名 （操縦士）[1]